# Helina spinisternita
Helina spinisternita är en tvåvingeart som beskrevs av Fang och Fan 1993. Helina spinisternita ingår i släktet Helina och familjen husflugor.
Artens utbredningsområde är Yunnan (Kina). Inga underarter finns listade i Catalogue of Life.